# Глід карадазький
Глід карадазький (Crataegus karadaghensis) — вид рослин із родини трояндових (Rosaceae). 

## Біоморфологічна характеристика
Дерево 4–5 м заввишки. Листки до 3.5 см завдовжки. Плоди 8–10 мм завдовжки, чорно-червоні. Період цвітіння: травень.

## Середовище проживання
Зростає у Криму, Україна й у пд.-євр. ч. Росії.
В Україні вид зростає серед чагарникових заростей — У Криму (переважно в сх. ч. ПБК), зрідка.